# Gambiaanse pond
Het Gambiaanse pond is de oude munteenheid van Gambia en de naam van de eerste munteenheid als onafhankelijke staat.
Het was verdeeld in 20 shilling en 240 pence.
Het werd geïntroduceerd tussen 1963 en 1965 en werd in 1971 vervangen door de Gambiaanse dalasi met een koers van 1 Gambiaanse pond voor 5 Gambiaanse dalasis.